# Andreas Brecke
Andreas Bang Brecke (Fredrikstad, 14 de septiembre de 1879-Oslo, 13 de junio de 1952) fue un deportista noruego que compitió en vela en las clases 6 Metre y 8 Metre.
Participó en dos Juegos Olímpicos de Verano en los años 1912 y 1920, obteniendo dos medallas: oro en Estocolmo 1912 (8 Metre) y oro en Amberes 1920 (6 Metre).

## Palmarés internacional
| Juegos Olímpicos | Juegos Olímpicos   | Juegos Olímpicos | Juegos Olímpicos |
| Año              | Lugar              | Medalla          | Clase            |
| ---------------- | ------------------ | ---------------- | ---------------- |
| 1912             | Estocolmo (Suecia) | Medalla de oro   | 8 Metre          |

| Juegos Olímpicos | Juegos Olímpicos  | Juegos Olímpicos | Juegos Olímpicos       |
| Año              | Lugar             | Medalla          | Clase                  |
| ---------------- | ----------------- | ---------------- | ---------------------- |
| 1920             | Amberes (Bélgica) | Medalla de oro   | 6 Metre (sistema 1919) |